# Richard Turpin
Richard George Eric Turpin, född 22 juni 1965 i Kungsholms församling, Stockholm, är en svensk skådespelare och teaterregissör.

## Biografi
Turpin var en av grundarna av Teater Tribunalen i Stockholm, som han en tid också var konstnärlig ledare för. Han har regisserat ett flertal teateruppsättningar för Teater Tribunalen, Dramaten och Strindbergs Intima Teater. Han tilldelades Svenska Dagbladets Thaliapris 2003 för Hot mot hennes liv på Teater Tribunalen och för Fritänkaren på Strindbergs Intima Teater.

### Uttalanden om kriget mellan Ryssland och Ukraina
I maj 2024 uppmärksammades genom en artikel i Expressen att Turpin hållit ett tal vid Svensk-ryska vänskapsföreningens årsmöte 2024 där han hyllade Rysslands president Vladimir Putin samt uttalade sig positivt om Rysslands invasion av Ukraina. Talet, med titeln "Vad Putin måste ha vetat och vad han inte kan ha vetat", publicerades även på vänföreningens hemsida. I en intervju i Upsala Nya Tidning framhöll Turpin att uttalandena vid årsmötet speglade hans personliga uppfattningar i frågan.
De uttalanden Turpin gjorde ledde till kritik, bland annat från Dagens Nyheters Erik Helmerson och Upsala Nya Tidnings ledarskribent Karl Rydå. Uppsala Stadsteater, där Turpin vid tidpunkten var skådespelare i en uppsättning av Stig Dagermans Tysk höst, meddelade den 18 maj 2024 att de mot bakgrund av Turpins uttalanden inte kunde garantera säkerheten vid föreställningarna och därför ställde in de kvarvarande speltillfällena av pjäsen.

## Filmografi
- 1994 – Puls
- 1995 – Stora och små män
- 1996 – Bakom mahognybordet
- 1999 – Jakten på en mördare (TV-serie)
- 2001 – Så vit som en snö
- 2003 – Hotel Rienne
- 2011 – Anno 1790 (TV-serie)
- 2012 – Mysteriet på Greveholm – Grevens återkomst (TV-serie)
- 2016 – Surprise (kortfilm)
- 2018 – Springfloden (TV-serie)

## Teater

### Roller (ej komplett)
| År   | Roll                 | Produktion                                        | Regi            | Teater                   |
| ---- | -------------------- | ------------------------------------------------- | --------------- | ------------------------ |
| 2005 |                      | Måsen Anton Tjechov                               | Carolina Frände | Göteborgs Stadsteater    |
| 2012 |                      | Affären Danton Stanislawa Przybyszewska           | Andrés Lima     | Göteborgs stadsteater    |
| 2013 | Skådespelare i video | Djävlar på hjul Malin Stenberg och Lucas Svensson | Malin Stenberg  | Göteborgs stadsteater    |
| 2016 | Lord Henry Wotton    | Dorian Grays porträtt Lucas Svensson              | Emil Graffman   | Kulturhuset Stadsteatern |
| 2018 | Tummen               | Våra drömmars stad Per Anders Fogelström          | Linus Tunström  | Kulturhuset Stadsteatern |
| 2023 |                      | Tysk höst Stig Dagerman                           | Anna Takanen    | Uppsala Stadsteater      |

### Regi (ej komplett)
| År   | Produktion                                                       | Upphovsmän                                                  | Teater                                    |
| ---- | ---------------------------------------------------------------- | ----------------------------------------------------------- | ----------------------------------------- |
| 2001 | Cabaret                                                          | John Kander, Fred Ebb och Joe Masteroff                     | Dramaten                                  |
| 2003 | Fritänkaren                                                      | August Strindberg                                           | Strindbergs Intima Teater                 |
| 2007 | Spöksonaten                                                      | August Strindberg                                           | Strindbergs Intima teater                 |
| 2008 | Det Kommunistiska Manifestet Manifest der Kommunistischen Partei | Karl Marx och Friedrich Engels                              | Teater Tribunalen                         |
| 2011 | Skänk mig snarast sonsöner Du sollst mir Enkel schenken          | Thomas Jonigk                                               | Göteborgs Stadsteater                     |
| 2012 | Mittens rike                                                     | Jan Käll, Johanna Emanuelsson, Richard Turpin och ensemblen | Göteborgs stadsteater                     |
| 2017 | Modern Die Mutter                                                | Bertolt Brecht Översättning Magnus Lindman                  | Teater Tribunalen                         |
| 2019 | Jungfruleken Les Bonnes                                          | Jean Genet Översättning Katrin Ahlgren                      | Kulturhuset Stadsteatern/ Teater Giljotin |